# Сучавське плато
Сучавське плато (рум. Podişul Sucevei) — плато на північному сході Румунії (частини Сучавського, Ботошанського, Ясського повітів) і України (частини Чернівецькоі області). Є північно-західною частиною великого Молдовського плато. Має висоти, що перевищують 700 м і довгі гребені, такі як:
- рум. Podişul Fălticeni
- рум. Podişul Dragomirnei
- рум. Culmea Siretului
- рум. Dealurile Ibăneşti
- рум. Dealurile Cozancea
- рум. Deaurile Prutului
- рум. Deaurile Ceremuşului